# Tajmyrbaai
De Tajmyrbaai (Russisch: Таймырская губа; Tajmyrskaja goeba) is een baai bij het schiereiland Tajmyr in het oostelijke deel van de Karazee in het uiterste noorden van het Euraziatische vasteland op ongeveer 1100 kilometer ten noorden van de poolcirkel. De baai vormt het estuarium van de rivier de Nizjnjaja Tajmyra (Beneden-Tajmyra), die vanaf het Tajmyrmeer naar de baai stroomt. De baai is tot 16 meter diep, heeft een lengte van 100 kilometer en de breedte loopt op van 4 kilometer aan de monding van de rivier tot 20 kilometer bij de uitmonding van de baai in de Golf van Tajmyr. In de baai komen zeehonden, witte dolfijnen, trekzalmen en de houting Coregonus muksun voor.
De baai ligt in een gebied met een zeer streng klimaat en is elk jaar gedurende negen maanden bedekt met ijs. Ook in de zomer is de baai nooit vrij van ijsschotsen. Er komen vaak sneeuwstormen en rukwinden voor.
Ten noordwesten van de baai ligt de Nordenskiöldarchipel, vernoemd naar de Fins-Zweedse poolonderzoeker Adolf Erik Nordenskiöld en op ongeveer 400 kilometer ten noorden van de baai bevindt zich de archipel Noordland.